# Cumplimiento de deseo
Cumplimiento de deseo o Cumplimiento (o realización de deseo) hace referencia según Sigmund Freud, y dentro del contexto psicoanalítico, a una

Formación psicológica en la cual el deseo se presenta imaginariamente como cumplido. Las producciones del inconsciente (sueño, síntoma y, por excelencia, la fantasía) constituyen cumplimientos de deseo en los que éste se expresa en una forma más o menos disfrazada.